# Бучацьке лісове господарство
ДП «Бучацьке лісове господарство» — структурний підрозділ Тернопільського обласного управління лісового та мисливського господарства, підприємство з вирощування лісу, декоративного садивного матеріалу, виготовлення пиломатеріалів, фризи паркетної, заготовок пиляних.
Адмінбудинок розташований у Бучачі (Тернопільська область).

## Історія

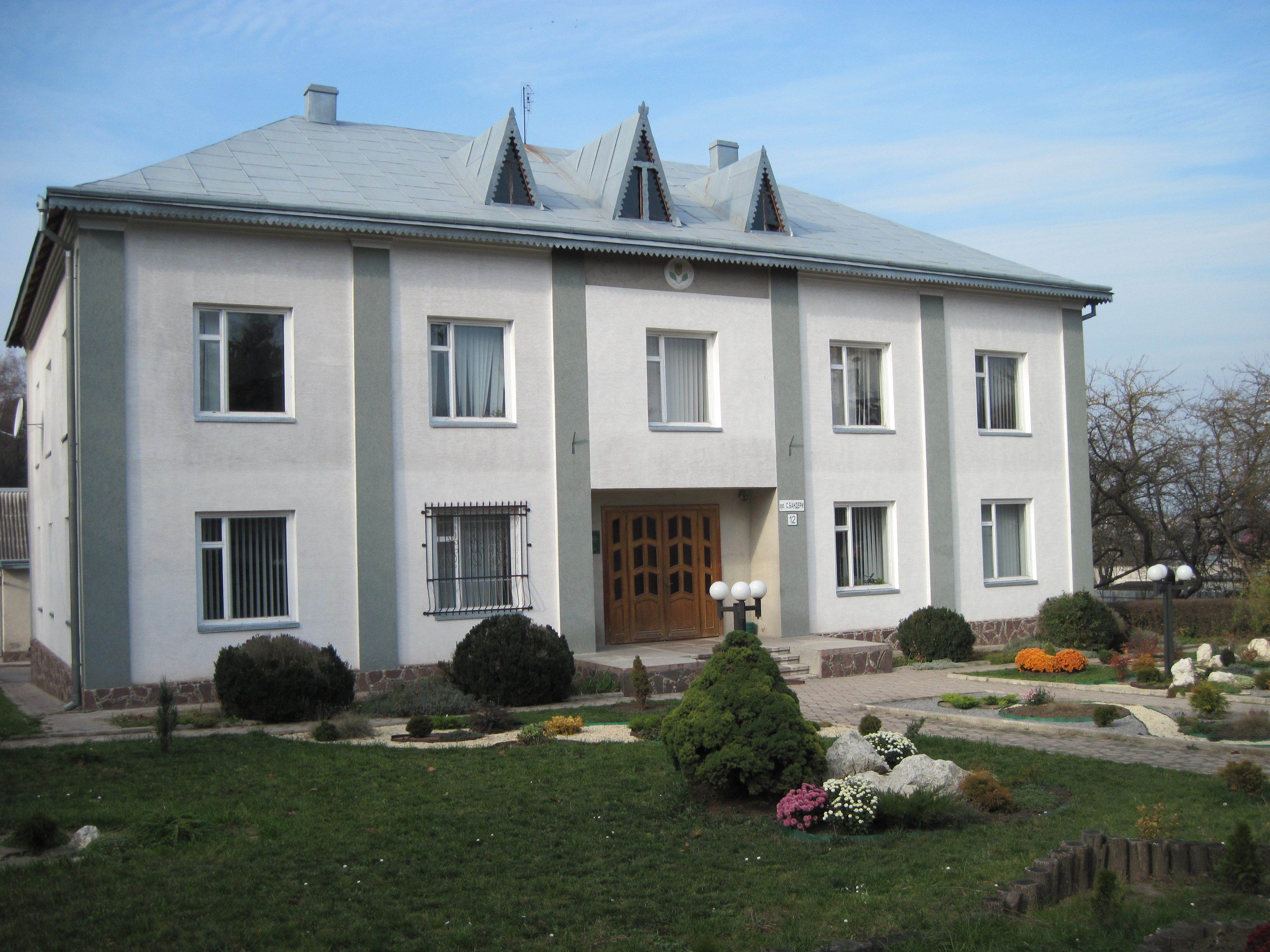
Адмінбудинок ДП «Бучацьке лісове господарство», осінь 2013

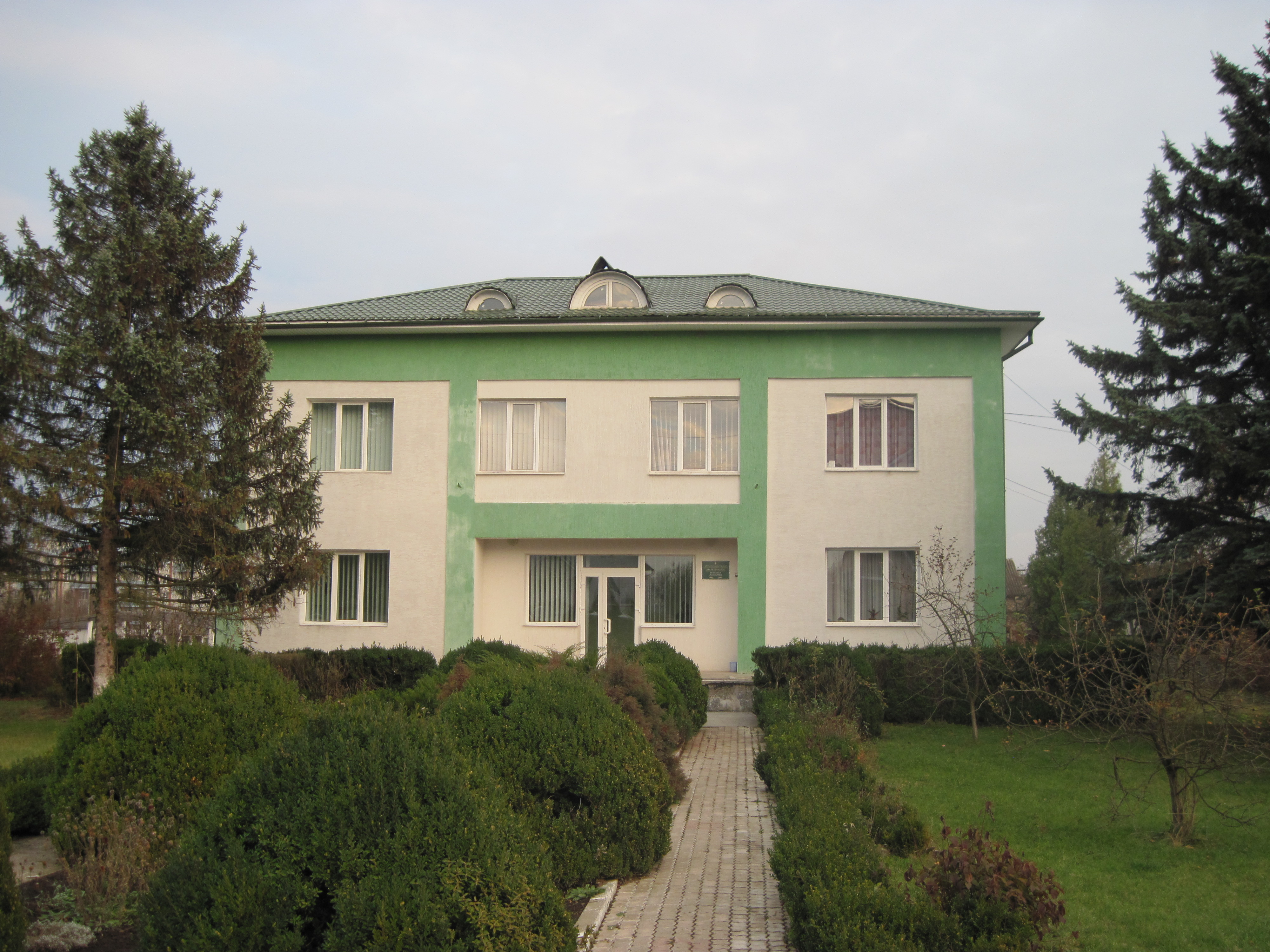
Контора Бучацького лісництва

Створене 1939 року з колишніх приватних, громадських, церковних лісів. Матеріали цього періоду втрачено під час Другої світової війни. Перший директор Бучацького лісгоспу — Петро Пархомович Бурлій.
Перше лісовопорядкування проведено станом на 1 січня 1952 року: площа лісгоспу — 25426 га, в т. ч. вкрита лісом площа — 22699,6 (89,3 %). За тодішнім адміністративним поділом розташовувався на території 7 районів: Бучацького, Заліщицького, Золотопотіцького, Золотниківського, Коропецького, Монастириського, Товстенського.
У липні 2015 року на базі підприємства відбувся обласний конкурс вальників лісу, переможцем якого став працівник Бучацького лісового господарства Михайло Гарасимчук. Перемога надала право представляти Тернопільщину на всеукраїнських змаганнях.

## Відомості
Підприємство розташоване в південно-західній частині Тернопільської області на території Бучацького, Монастириського, Теребовлянського та частково Заліщицького районів.
Загальна площа підприємства становить 26570 га, в тому числі покритої лісом 24625 га.
Крім лісів державного лісового фонду, в зоні діяльності лісгоспу є 5,3 тис. га лісів інших лісокористувачів (в основному сільськогосподарських підприємств).
Ліси розміщені на території лісгоспу нерівномірно: нижчий процент лісистості на північному сході території і вищий на південному заході. Найвищий процент лісистості має Монастириський адміністративний район — 23,1 %.

## Лісництва
Нині об'єднує 7 лісництв:
- Бучацьке лісництво
- Дорогичівське лісництво
- Золотопотіцьке лісництво
- Коропецьке лісництво
- Криницьке лісництво
- Монастириське лісництво
- Язловецьке лісництво

## Керівники
- Юрій Пронін (1947—1950)
- Ісаак Гребенник (1950—1955)
- Калістрат  Юрченко (1955—1956)
- Іван Бебін (1956—1962)
- Микола Зубанюк (1962—1965)
- Михайло Душак (1965—1972)
- Петро Михайлюк (1977—1982)
- Йосип Фреяк[3]
- Олександр Семанчук[джерело?]
- Руслан Прокіпчук[4]
- І. Криса

## Об'єкти природно-заповідного фонду
На території господарства є об'єкти природно-заповідного фонду, зокрема:
1. Дністровський каньйон
2. Урочище «Заліщицька діброва в Шутроминцях»
3. Зарваницький
4. Межеліски
5. Чемерове
6. Савинське
7. Пулікове
8. Космиринська травертинова скеля
9. Печера «Жолоби»
10. Скелі семи джерел
11. Устецький розріз нижнього девону
12. Рівна скеля
13. Монастирська скеля
14. Дорогичівські скелі
15. Каскад русилівських водоспадів
16. Сокілецькі водоспади
17. Джерело в Марковій
18. Золотопотіцька дубина
19. Язловецька діброва № 1
20. Язловецька діброва № 2
21. Дорошівська діброва
22. Вістрянська діброва
23. Коропецька діброва
24. Вадівська бучина
25. Яргорівська бучина №1
26. Яргорівська бучина №2
27. Яргорівська бучина №3
28. Марковецька бучина
29. Монастириська бучина
30. Лісові культури модрини європейської
31. Горіх чорний (ділянка № 6)
32. Берекова діброва в Шутроминцях
33. Золотопотіцька березина
34. Коропецька ясенина
35. Коропецька грабина
36. Сосна чорна коропецька №1
37. Сосна чорна коропецька №2
38. Дуб звичайний (1 дерево)
39. Дуб звичайний (1 дерево)
40. Дуб звичайний (3 дерева)
41. Дуб «Золотопотіцький № 1»
42. Дуб «Соколівський»
43. Дуб «Вадівський»
44. Шутроминські дуби
45. Дуб 5-стовбурний
46. Дорогичівські дуби
47. Дуб Степана Дудяка
48. Золота липа
49. Горіх чорний (2 шт.)
50. Монастирська ділянка
51. Устечківська ділянка
52. Хмелівська ділянка
53. Дуб Берем'янський
54. Сокілецька колонія чапель